# Manabu Yamashita
Pour les articles homonymes, voir Yamashita.
Manabu Yamashita est un joueur de hockey sur gazon japonais évoluant au poste de défenseur à Oyabe Redox et avec l'équipe nationale japonaise.

## Biographie
Kenji est né le 4 février 1989 à Oyabe.

## Carrière
Il a fait partie de équipe nationale en juillet 2021 pour concourir aux Jeux olympiques d'été de 2020 à Tokyo.

## Palmarès
- : 1er aux Jeux asiatiques en 2018[2]
- : 2e au Champions Trophy d'Asie 2016
- : 2e au Champions Trophy d'Asie 2021